# Congrès national (Équateur)
Pour les articles homonymes, voir Congrès national.
Le Congrès national (en espagnol : Congreso Nacional) a été le parlement monocaméral de la République de l'Équateur jusqu'en 2007. Il a été remplacé en 2008 par l'Assemblée nationale.
Il constituait l'élément principal de la fonction législative du pays.

## Organisation
Au terme de l'article 126 de la constitution, le Congrès est composé, pour chacune des 22 provinces du pays, de deux députés, auxquels s'ajoute un siège supplémentaire par tranche de 200 000 habitants. Le Congrès a son siège à Quito, capitale du pays, mais peut se réunir, à titre exceptionnel, dans tout autre lieu du pays.
L'article 127 de la constitution dispose que les députés sont élus pour un mandat de quatre ans et que, pour se porter candidate, une personne doit réunir les conditions suivantes : être Équatorien(ne) de naissance, être âgé de plus de 25 ans, joui de ses droits politiques et enfin être originaire de la province que l'on souhaite représenter et y résider sans interruption depuis au moins trois ans.
L'article 129 de la constitution organise la répartition des fonctions exécutives au sein du Congrès, selon un mode original :
- durant les deux premières années, le président est choisi au sein du groupe parlementaire le plus nombreux, et le premier vice-président au sein du groupe immédiatement inférieur en termes numériques, tandis que le second vice-président est élu parmi les autres groupes minoritaires ;
- durant les deux dernières années, le président est choisi au sein du groupe parlementaire venant numériquement en seconde position, tandis que le premier vice-président est choisi au sein du groupe numériquement le plus important. Le cas du second vice-président n'est pas évoqué pour les deux dernières années du mandat.

## Le Congrès dans la constitution
L'organisation et le fonctionnement du Congrès national sont abordés, dans la constitution équatorienne de 1998, dans le titre VI (De la fonction législative), notamment dans :
- son chapitre 1 (Du Congrès national) – Articles 126 à 130 ;
- son chapitre 2 (De l'organisation et du fonctionnement) – Articles 131 à 134 ;
- son chapitre 3 (Des députés) – Articles 135 à 137 ;
- son chapitre 4 (De la commission de législation et de codification) – Articles 138 et 139. La commission est une instance indépendante du Congrès mais élue par celui-ci, chargée notamment de « préparer » les projets de loi pour vérifier leur conformité au droit existant ;
- son chapitre 5 (Des lois) – Articles 140 à 160, répartis en quatre sections :
  - section première (Des classes de lois) – Articles 140 à 143 ;
  - section deuxième (De l'initiative) – Articles 144 à 149 ;
  - section troisième (De la procédure ordinaire) – Articles 150 à 156 ;Il n'existe pas de « section quatrième » dans le texte de la constitution...
  - section cinquième (De la procédure en Commission) – Articles 157 à 160 ;
- son chapitre 6 (Des traités et accords internationaux) – Articles 161 à 163.

## Législature 2007
Formations représentées au Congrès national :
- Parti rénovateur institutionnel de l'action nationale (PRIAN, Partido Renovador Institucional Acción Nacional) : 28 sièges ;
- Parti société patriotique 21 janvier (PSP, Partido Sociedad Patriótica) : 24 sièges ;
- Parti social-chrétien (PSC, Partido Social Cristiano) : 13 sièges ;
- Parti de la gauche démocratique (ID, Izquierda Democrática) : 7 sièges ;
- Parti roldosiste équatorien (PRE, Partido roldosista ecuatoriano) : 6 sièges ;
- Pachakutik, de son nom complet « Mouvement de l'unité plurinational Pachakutik-Nouveau Pays » (Movimiento de Unidad Plurinacional Pachakutik-Nuevo País) : 6 sièges ;
- Union démocrate-chrétienne (UDC, Unión Demócrata Cristiana) : 4 sièges.

Pour les deux premières années de la législature, l'exécutif du Congrès national comprend :
- Jorge Cevallos, président, issu des rangs du PRIAN ;
- Edison Chávez, premier vice-président, issu des rangs du PSP.

## Suppression du Congrès
Le Congrès est dissous en janvier 2007 et remplacé provisoirement par l'Assemblée nationale constituante d'Équateur afin de définir une nouvelle constitution, ratifiée en 2008, qui supprime définitivement le Congrès et le remplace par l'Assemblée nationale.